# هانس هورليمان
هانس هورليمان (الألمانية السويسرية الموحدة: Hans Hürlimann، و. 1918 – 1994 م) هو سياسي، وعالم نبات، وعالم أشنيات سويسري، توفي في زوغ، عن عمر يناهز 76 عاماً.

## مناصب
تولى منصب عضو المجلس الفيدرالي السويسري
- عضو مجلس الولايات السويسري.

## التعليم
تعلم في جامعة فريبورغ.

## روابط خارجية
- هانس هورليمان على موقع مونزينجر (الألمانية)